# تریروایلر
تریروایلر (به آلمانی: Trierweiler) یک شهر در آلمان است که در تریر-زاربورگ واقع شده‌است. تریروایلر ۳٬۵۱۰ نفر جمعیت دارد.